# Wereldkampioenschap voetbal 2030
Het FIFA wereldkampioenschap voetbal 2030 is de 24ste editie van een internationaal voetbaltoernooi tussen de nationale mannenteams van landen die aangesloten zijn bij de FIFA, en vindt precies een eeuw na het eerste WK plaats tussen 13 juni en 21 juli 2030. Op 4 oktober 2023 besloot de FIFA dat het evenement gehouden zal worden in Spanje, Portugal en Marokko. Dit was op dat moment de enige overgebleven kandidatuur en op 11 december 2024 werd het toernooi officieel aan de landen toegewezen.
De eerste drie wedstrijden zullen gespeeld worden in Argentinië, Paraguay en Uruguay. Deze drie landen waren samen met Chili een belangrijke tegenkandidaat voor de organisatie. Omdat het toernooi exact honderd jaar na het eerste WK voetbal gehouden wordt, is besloten deze drie landen de eerste wedstrijden te laten organiseren, waarbij de openingswedstrijd in Montevideo plaatsvindt. Er zal geen wedstrijd plaatsvinden in Chili omdat dat land niet over een geschikt stadion beschikt. Het is voor het eerst dat de wedstrijden van een WK plaatsvinden in zes verschillende landen, verdeeld over drie continenten.

## Gekwalificeerde landen
Alle zes de gastlanden zijn automatisch geplaatst voor het wereldkampioenschap, ook de drie landen die de openingswedstrijden organiseren.
| FIFA-lid   | Confederatie | Kwalificatie               | Kwal. datum | Aantal dln. (incl. 2030) | Eerste dln. | Laatste dln. | Dln. op rij | Titels (excl. 2030) | Beste prestatie |
| ---------- | ------------ | -------------------------- | ----------- | ------------------------ | ----------- | ------------ | ----------- | ------------------- | --------------- |
| Marokko    | CAF          | Gastland                   | 04/10/2023  | 7                        | 1970        | 2022         | 3           | 0                   | Vierde plaats   |
| Portugal   | UEFA         | Gastland                   | 04/10/2023  | 9                        | 1966        | 2022         | 7           | 0                   | Derde plaats    |
| Spanje     | UEFA         | Gastland                   | 04/10/2023  | 17                       | 1934        | 2022         | 13          | 1                   | Wereldkampioen  |
| Argentinië | CONMEBOL     | Gastland openingswedstrijd | 05/10/2023  | 19                       | 1930        | 2022         | 13          | 3                   | Wereldkampioen  |
| Paraguay   | CONMEBOL     | Gastland openingswedstrijd | 05/10/2023  | 9                        | 1930        | 2010         | 1           | 0                   | Kwartfinale     |
| Uruguay    | CONMEBOL     | Gastland openingswedstrijd | 05/10/2023  | 15                       | 1930        | 2022         | 15          | 2                   | Wereldkampioen  |